# Shorea collina
Espèce
Statut de conservation UICN

 VU B1ab(iii,v) : Vulnérable
Shorea collina est une espèce de plantes du genre Shorea de la famille des Dipterocarpaceae.